# 渡辺弘之
渡辺 弘之（わたなべ ひろゆき、1939年2月20日 - ）は、日本の森林生態学者。京都大学名誉教授。

## 人物
愛媛県今治市生まれ。1961年高知大学農学部卒業、1966年京都大学大学院農学研究科林学専攻博士課程修了。
1966年京都大学農学部附属演習林助手、1971年京都大学農学部講師、1981年京都大学農学部助教授、1990年京都大学農学部教授、1999年京都大学農学部附属演習林長、2002年京都大学停年退職。
1972年、学位論文「森林における大型土壌動物の落葉粉砕と土壌耕耘に関する研究 : ミミズ類を主として」により、農学博士（京都大学）を取得。

## 著書
- 『芦生原生林今昔物語』（あっぷる出版社、2021年）
- 『熱帯の森から 森林研究フィールドノート』（あっぷる出版社、2019年）
- 『神仏の森は消えるのか 社叢学の新展開』（ナカニシヤ出版、2019年）
- 『琵琶湖ハッタミミズ物語』（サンライズ出版、2015年）
- 『京都 神社と寺院の森』（ナカニシヤ出版、2015年）
- 『ミミズの雑学』（北隆館、2012年）
- 『土の中の奇妙な生きもの』（築地書館、2011年）
- 『由良川源流 芦生原生林植物誌』（ナカニシヤ出版、2008年）
- 『熱帯林の恵み』（京都大学学術出版会、2007年）
- 『果物の王様　ドリアンの植物誌』（長崎出版、2006年）
- 『東南アジア樹木紀行』（昭和堂、2005年）
- 『ミミズー嫌われものの働きもの』（東海大学出版会、2003年）
- 『カイガラムシが熱帯林を救う』（東海大学出版会、2003年）
- 『土壌動物の世界』（東海大学出版会、2002年）
- 『熱帯林の保全と非木材林産物—森を生かす知恵を探る』（京都大学学術出版会、2002年）
- 『アジア動物誌』（めこん、1998年）
- 『アグロフォレストリーハンドブック』（国際農林業協力協会、1998年）
- 『樹木がはぐくんだ食文化』（研成社、1996年）
- 『ミミズのダンスが大地をうるおす』（研成社、1995年）
- 『東南アジア林産物20の謎』（築地書館、1993年）
- 『東南アジアの森林と暮らし』（築地書館、1989年）
- 『アニマルトラッキング』（山と渓谷社、1986年）
- 『土の中の動物を調べよう』（さ・え・ら書房、1985年）
- 『南の動物誌』（内田老鶴圃、1985年）
- 『森の動物学』（講談社、1983年）
- 『ミミズの生活を調べよう』（さ・え・ら書房、1983年）
- 『登山者のための生態学』（山と渓谷社、1979年）
- 『京都の秘境・芦生』（ナカニシヤ出版、1970年）

ほか

### 共著
- （皆越ようせい） 『落ち葉の下の小さな生き物ハンドブック』（文一総合出版、2017年）
- （皆越ようせい） 『土の中の小さな生き物ハンドブック』（文一総合出版、2005年）
- （宮崎昭・北村貞太郎・桜谷哲夫・中原紘之）『熱帯農学』（朝倉書店、1996年）

### 訳書
- （チャールズ・ダーウィン） 著、渡辺弘之 訳『ミミズと土』平凡社ライブラリー、1994年。ISBN 4582760562。
- （W・ヴィーヴァーズ・カーター）『熱帯多雨林の植物誌』（平凡社、1986年）

## 論文
- 国立情報学研究所収録論文 国立情報学研究所